# Előzmények törlése (film, 2013)
Az Előzmények törlése (eredeti cím: Clear History) 2013-as amerikai filmvígjáték, amelynek forgatókönyvírói Larry David, Alec Berg, David Mandel és Jeff Schaffer, rendezője pedig Greg Mottola. A főszerepben Larry David, Kate Hudson, Danny McBride, Philip Baker Hall, Jon Hamm, Michael Keaton, Eva Mendes, Amy Ryan, Bill Hader és J. B. Smoove látható. A bemutató 2013. augusztus 10-én volt az HBO csatornán.

## Rövid történet
Egy kegyvesztett egykori marketingvezető bosszút forral egykori főnöke ellen, aki milliárdokat keresett a közösen alapított elektromos autógyártó cégen.

## Szereplők
- Larry David: Nathan Flomm, kegyvesztett egykori marketingvezető, aki most egyedül él Rolly DaVore néven.[4]
- Bill Hader: Rags, Stumpo barátja és embere[4]
- Philip Baker Hall: McKenzie, a művezető[4]
- Jon Hamm: Will Haney, Flomm korábbi főnöke[4]
- Kate Hudson: Rhonda Haney, Will felesége[4]
- Michael Keaton: Joe Stumpo, a bánya üzemeltetője[4]
- Danny McBride: Frank, Flomm legjobb barátja[4]
- Eva Mendes: Jennifer[4]
- Amy Ryan: Wendy, Flomm volt barátnője[4]
- J. B. Smoove: Jaspar[4]
- Liev Schreiber: Tibor

A Chicago rockzenekar tagjai saját magukat alakítják.

## Gyártás
A film forgatása 2012 júliusában kezdődött. A filmet a massachusettsi Marblehead, Topsfield, Essex, West Gloucester, North Andover és Beverly városokban forgatták, beleértve a North Shore Music Theatre-t is. A forgatásokon körülbelül 300 fős teljes munkaidős személyzetre volt szükség. A forgatás 2012 novemberében fejeződött be. A film premierje 2013. augusztus 10-én volt az HBO-n.

## Médiakiadás
Az Előzmények törlése 2013. november 5-én jelent meg DVD-n és Blu-rayen.